# ليالي في ساتان أبيض (أغنية)
ليالي في ساتان أبيض (أغنية) (بالإنجليزية: Nights in White Satin)‏، أغنية لفريق الروك السيمفوني «مودي بلوز The Moody Blues»، كتبها ولحنها جاستن هايوارد. من ألبوم «مرت أيام المستقبل Days of Future Passed» عام 1967. صدرت كأغنية فردية لأول مرة سنة 1967، وصعدت إلى المركز 19 على قوائم أفضل الأغاني في المملكة المتحدة و103 في الولايات المتحدة في عام 1968. عندما أعيد إصدارها في عام 1972 بالولايات المتحدة، صعدت إلى المركز الثاني لمدة أسبوعين في قائمة البيلبورد، كما إحتلت المركز الأول في قائمة الكاش بوكس. كذلك حصلت الأغنية على شهادة ذهبية لمبيعات أكثر من مليون نسخة أمريكية، كما أنها إحتلت المركز الأول في كندا لمدة أسبوعين. أعيد صدور الأغنية في بلاد مختلفة في الأعوام 1979 و 2010. وقد قام فنانين أخرين بغناء نسخهم الخاصة من الأغنية (181 فنان) مثل جورجيو مورودر 1976 وإلكي بروكس 1982 وساندرا 1995.

## مؤلف الأغنية
إنضم جاستن هايوارد للفريق في عام 1966 بعد أن تركهم ديني لين، وخطرت له فكرة الأغنية بعد أن أهداه أحدهم مجموعة من ملاءات الساتان البيضاء، وكتبها وهو في سريره في بايزووتر، قال هايوارد لمجلة دايلي اكسبريس ستارداي في 3 مايو 2008: «كتبت أغنيتنا الأكثر شهرة ليالي في ساتان أبيض، عندما كان عمري 19 عامًا. لقد كانت سلسلة من الأفكار العشوائية وسيرة ذاتية تمامًا، لقد كان وقتًا عاطفيًا للغاية حيث كنت في نهاية علاقة غرامية كبيرة وبداية أخرى، وظهر الكثير من ذلك في الأغنية».

## طاقم العزف والتسجيل
- جاستن هايوارد: جيتار صوتي وغناء رئيسي
- راي توماس: فلوت ودعم غناء
- مايك بيندر: مليترون وجونج ودعم غناء
- جون لودج: جيتار باس ودعم غناء
- جرامي ايدج: طبول ودعم غناء وايقاع[13]

## كلمات الأغنية
ليال في ساتان أبيض Nights in white satin
لا تصل إلى النهاية Never reaching the end
رسائل كتبتها Letters I've written
لا أقصد إرسالها Never meaning to send
جمال كنت أفتقده دائما Beauty I'd always missed
بهذه العيون من قبل With these eyes before
فقط ما هي الحقيقة Just what the truth is
لا أستطيع أن أقول أكثر من ذلك I can't say any more
لاني أحبك 'Cause I love you
نعم أنا أحبك Yes I love you
أوه كم أحبك Oh how I love you
أحدق في الناس، وبعضهم متشابكي الأيدي Gazing at people, some hand in hand
ما أمر به لا يمكنهم حتى فهمه Just what I'm going through they can't understand
يحاول البعض إخباري، أفكار لا يمكنهم الدفاع عنها Some try to tell me, thoughts they cannot defend
فقط ما تريد أن تكون، ستكونه في النهاية Just what you want to be, you will be in the end
و أنا أحبك And I love you
نعم أنا أحبك Yes I love you
أوه كم أحبك Oh how I love you
أوه كم أحبك Oh how I love you

## نسخ أخرى للأغنية
قام عدد يفوق 200 فنان  بغناء نسخهم الخاصة من الأغنية كانت أبرزهم:
إريك بوردون وفريق وار (1970) – جورجيو (1976) – باناما (1977) – بيتر هوفمان (1982) - نانا موسكوري (1987) - نانسي سيناترا (1995) – ساندرا (1995) - جاستن هايوارد (1998).

## وصلات خارجية
https://www.songfacts.com/facts/the-moody-blues/nights-in-white-satin ليالي في ساتان أبيض (أغنية)
https://secondhandsongs.com/performance/7550 ليالي في ساتان أبيض (أغنية)
https://www.youtube.com/watch?v=QGHhaRhbiQI ليالي في ساتان أبيض (أغنية)